# Déméton
Le déméton est un insecticide aujourd'hui retiré du marché en raison de sa trop forte toxicité pour l'homme. Il est constitué de deux isomères, notés déméton-O et déméton-S, ce dernier étant cinq fois plus toxique que le premier, avec une structure chimique rappelant celle d'agents innervants comme le VX ; un des dérivés du déméton-S dont l'un des groupes éthoxy est remplacé par un groupe méthyle a été étudié comme possible arme chimique à la fois par les États-Unis et l'Union soviétique.
Il se présente sous la forme d'un liquide incolore faiblement soluble dans l'eau avec une odeur fétide de thiol. Il peut être obtenu en faisant réagir du 2-hydroxyéthyléthylsulfure avec du diéthylchlorthiophosphate (de) dans le toluène en présence de carbonate de sodium anhydre et de cuivre métallique. Il se forme un mélange 65:35 de déméton-O et de déméton-S, appelé simplement déméton, et qui a pour numéro CAS 8065-48-3.
Le déméton-O et le déméton-S étaient utilisés comme acaricide et insecticide contre les pucerons, les aleurodes, les Cicadoidea (dont les cigales), les thysanoptères et les mouches mineuses.